# M48 Patton
Pour les articles homonymes, voir M48.
Le M48 Patton est un char moyen américain qui remplaça le char intérimaire M47 Patton dans l'US Army au début des années 1950. Le M48 fut décliné en de nombreuses versions successives (appellations A1 à A5) et livrées à de nombreux alliés des États-Unis.

## Production

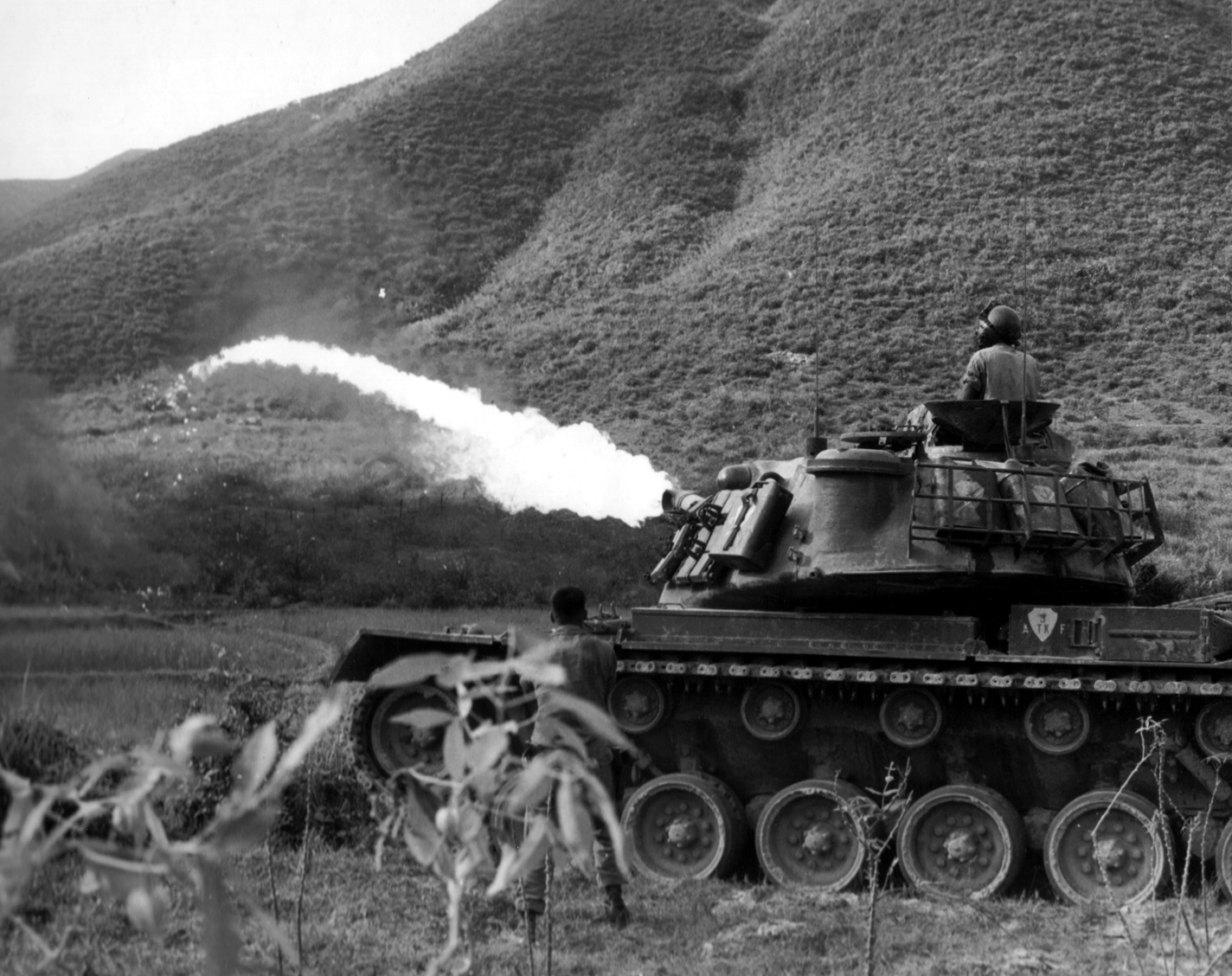
Un char lance-flamme M67 de l'US Marine Corps en action au Vietnam, 1966.

De juillet 1952 à 1959, près de 11 700 chars M48 furent produits par le Delaware Tank Plant ( Newark Assembly (en). En 1975, l'Anniston Army Depot (en) modifie 2 000 M48A1/A2/A3 en M48A5 par le montage d'un canon M68 de 105 mm. Ces tanks sont destinés à armer la Garde nationale des États-Unis et les bataillons des United States Forces Korea ou ils servirent jusqu'en 1987. De même, la firme allemande Wegmann modernise 650 M48A2 en M48A2GA2 pour le compte de la Bundeswehr en y installant notamment un canon de 105 mm Royal Ordnance L7A3 et une nouvelle conduite de tir, ils sont retirés après la réunification de l'Allemagne et la fin de la guerre froide en 1993.

## Blindage
Ce tableau répertorie uniquement l'épaisseur réelle du blindage, il ne prend pas en compte l'augmentation de l'épaisseur horizontale offerte par le blindage incliné.
| Zone concernée         | M-48          | M-48A2        | M-48A3        | M-48A5        |
| ---------------------- | ------------- | ------------- | ------------- | ------------- |
| Glacis                 | 107 mm        | 107 mm        | 107 mm        | 107 mm        |
| Flancs de la caisse    | de 50 à 76 mm | de 50 à 76 mm | de 50 à 76 mm | de 50 à 76 mm |
| Arrière de la caisse   | 31 mm         | 38 mm         | 38 mm         | 38 mm         |
| Plancher               | 38 mm         | 38 mm         | 38 mm         | 38 mm         |
| Masque du canon        | 114 mm        | 114 mm        | 114 mm        | 114 mm        |
| Avant de la tourelle   | 177 mm        | 177 mm        | 177 mm        | 177 mm        |
| Flancs de la tourelle  | 76 mm         | 76 mm         | 76 mm         | 76 mm         |
| Arrière de la tourelle | 50 mm         | 50 mm         | 50 mm         | 50 mm         |
| Toit                   | 25 mm         | 25 mm         | 25 mm         | 25 mm         |

## Variantes américaines

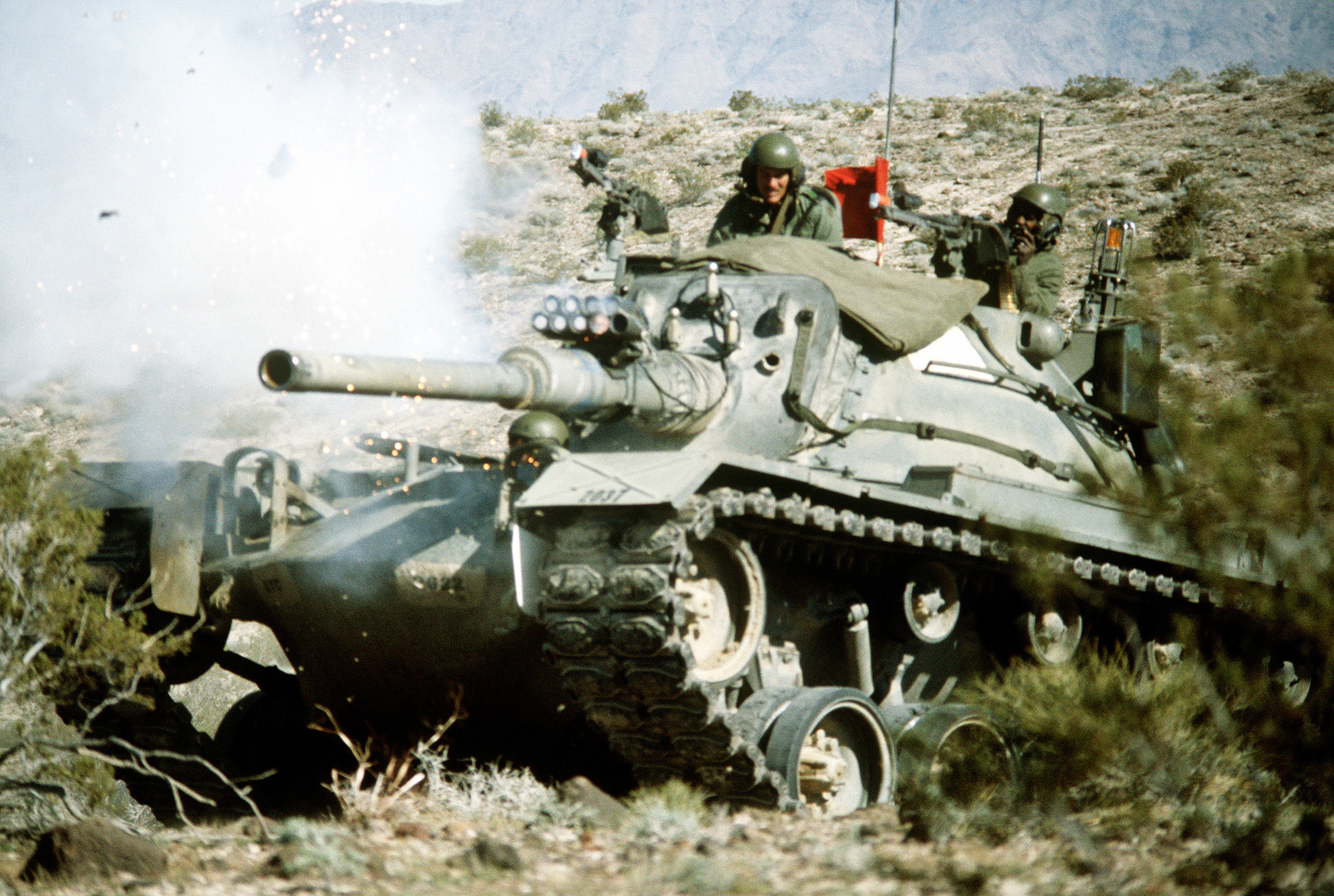
Un M48A5 de l’US Army lors de manœuvres en 1982.

- M48 : premier modèle du M48 Patton à être produit en grande série, il est reconnaissable par son tourelleau Chrysler,  la forme ovale du volet du conducteur et par son déflecteur monté à l'extrémité du canon. La conduite du char s'effectue à l'aide d'un petit manche à balai.
- M48A1 : le chef de char dispose d'un nouveau tourelleau M1 conçu par Aircraft Armaments, Inc, afin de faciliter l'accès au poste de conduite, le conducteur possède un nouveau volet plus grand.
- M48A2 : il possède une version à injection directe du moteur V12 Continental ainsi qu'une capacité accrue en carburant. Le persiennage de la plage arrière du compartiment moteur a entièrement été revu afin de limiter la signature infrarouge du char. L'échappement se fait désormais à l'arrière de la caisse et non plus derrière la tourelle. Le manche à balai est remplacé par un volant et un levier de vitesses[1].
- M48A2C : remplacement du télémètre à coïncidence M17C par un modèle stéréoscopique M13A1 plus simple d'utilisation, ajout d'un viseur périscopique à vision nocturne par intensification de lumière M24, suppression de la poulie de tension entre le dernier galet de roulement et le barbotin.
- M48A3 : M48A1 dont le moteur à essence a été remplacé par un moteur diesel, il reprend également les grilles de ventilations du M60. Suppression du groupe auxiliaire de puissance, rénovation de la suspension du M48A2. Le masque du canon est désormais rendu étanche. Dispositions prévues pour installer un phare au xénon au-dessus du canon.
- M48A3 (Mod B) : M48A3 modifiés en 1967 par la société Bowen-McLaughlin-York, Inc. Le tourelleau M1 est relevé de 13 cm afin de pouvoir installer, en dessous, une étoile de vision comprenant huit épiscopes.
- M48A4 : projet abandonné de remonter les tourelles des M60 sur le châsssis du M48A3. Il inspira, entre autres, la modernisations des Magach israéliens.
- M48A5 : M48A1 et M48A3 ré-armés avec le canon M68 de 105 mm à partir de 1975. Le M48A2 ré-armé est également diéselisé. Les deux versions rénovées reprendront un grand nombre de composants du char M60A1. Le tourelleau M1 du M48A5 fut remplacé en 1976 par un tourelleau Urdan israélien fabriqué par Urdan Industries, Ltd[2]. La mitrailleuse M219 est remplacée par une mitrailleuse M240 du même calibre (5 000 coups). La mitrailleuse lourde anti-aérienne Browning M2 est remplacée par deux mitrailleuses M60D. L'abandon du très complexe M60A2 conduira au maintien de la production du M60A1 et au lancement en 1978 du modèle M60A3 à défaut de mieux à opposer aux nouveaux chars soviétiques (T-72 & T-80). Dans cette situation très délicate de déficit capacitaire, les M48A5 resteront en ligne jusqu'à l'introduction du très attendu M1 Abrams.

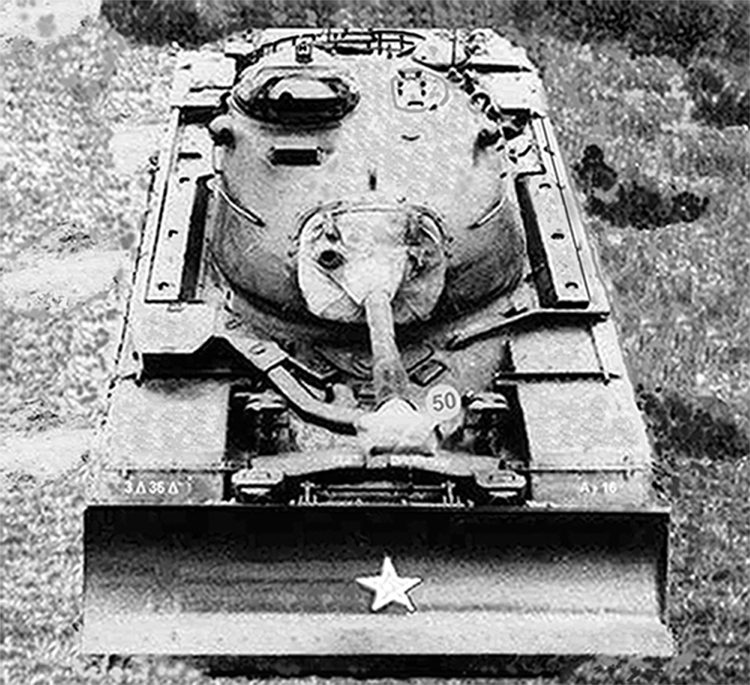
M48A2 équipé d'une lame dozer.

- M55 : Canon automoteur possédant un obusier M47 de 203 mm est installé dans une tourelle montée à l'arrière du châssis.
- M67 Zippo : Char lance-flamme. Le faux canon abritant le lance-flamme empêchait les ennemis de distinguer s'il s'agissait d'un char lance-flamme.
- M247 Sergeant York : dans le cadre de la DIVAD (DIVision Air Defensive), un système d'arme anti-aérien automoteur armé de deux canons à tir rapide de 40 mm dirigé par radar. Inspiré des ZSU 23-4 soviétiques, l'engin rencontra de nombreux problèmes de mise au point irrésolus lors du lancement de la production. Les nombreuses insuffisances et l'entrée dans l'ère du tout missile conduisirent à l'avortement du projet au début des années 1980.
- M48A2DB : M48 équipé d'une lame de bulldozer.

## Autres variantes
- M48A2C : version allemande.
- M48A2GA2 : version allemande avec un canon 105 mm et mitrailleuse MG3 (seulement les 2e et 4e divisions de chasseurs et les bataillons de char de défense du territoire).
- M48T5 : version turque du M48A3 avec un canon de 105 mm.
- M48H : version pour Taïwan avec plaque de blindage sur le train de roulement et phare de vision nocturne au-dessus du canon.
- Magach 5 : Israël, version avec canon US M68 de 105 mm et éventuellement blindage additionnel explosif réactif.
- Nagmachon : Israël.
- M48 Marksman : équipé d'une tourelle de défense antiaérienne Marksman.

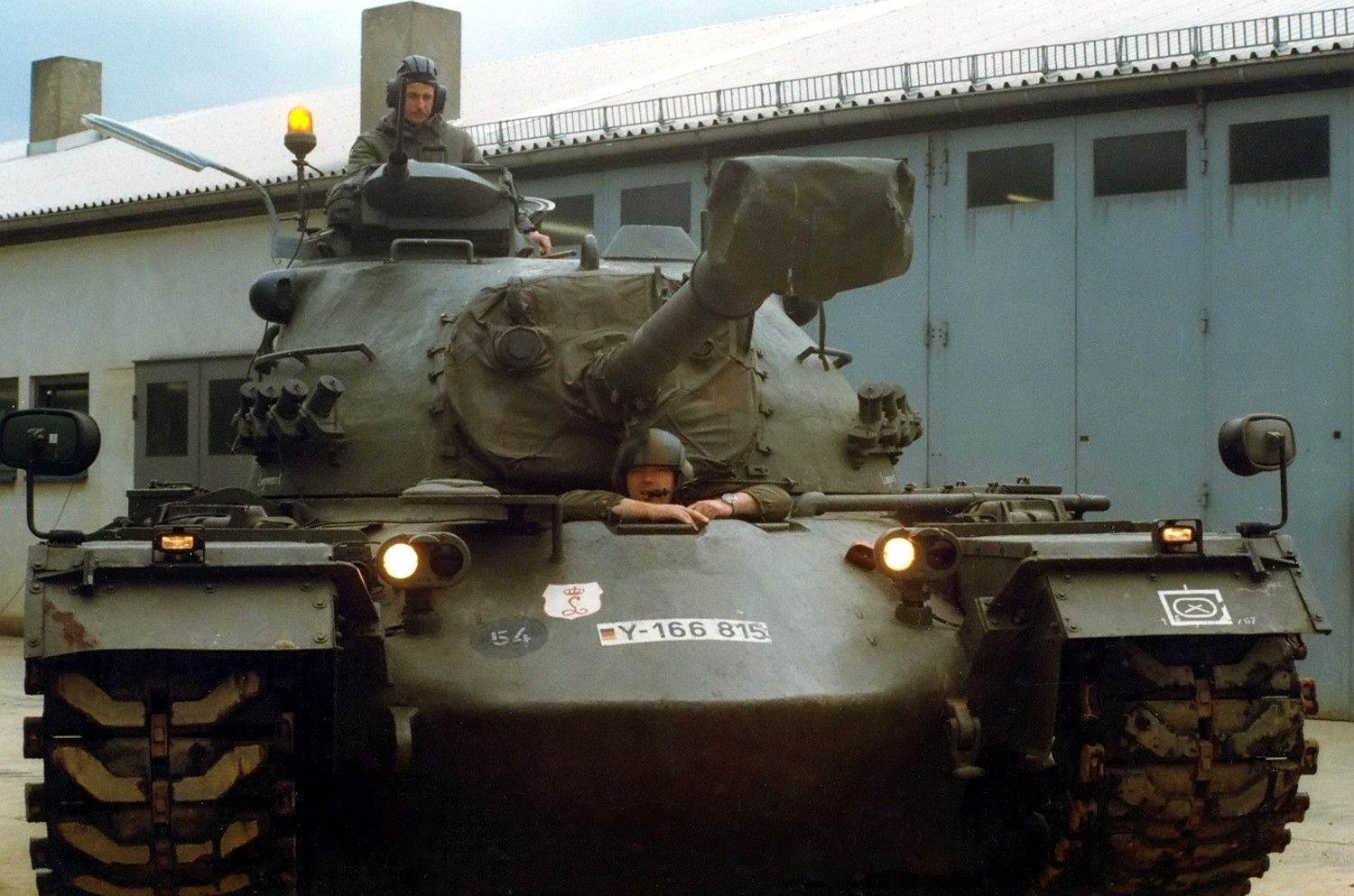
M48A2C du de défense territoriale ouest-allemand durant l'exercice de l'OTAN REFORGER 85.

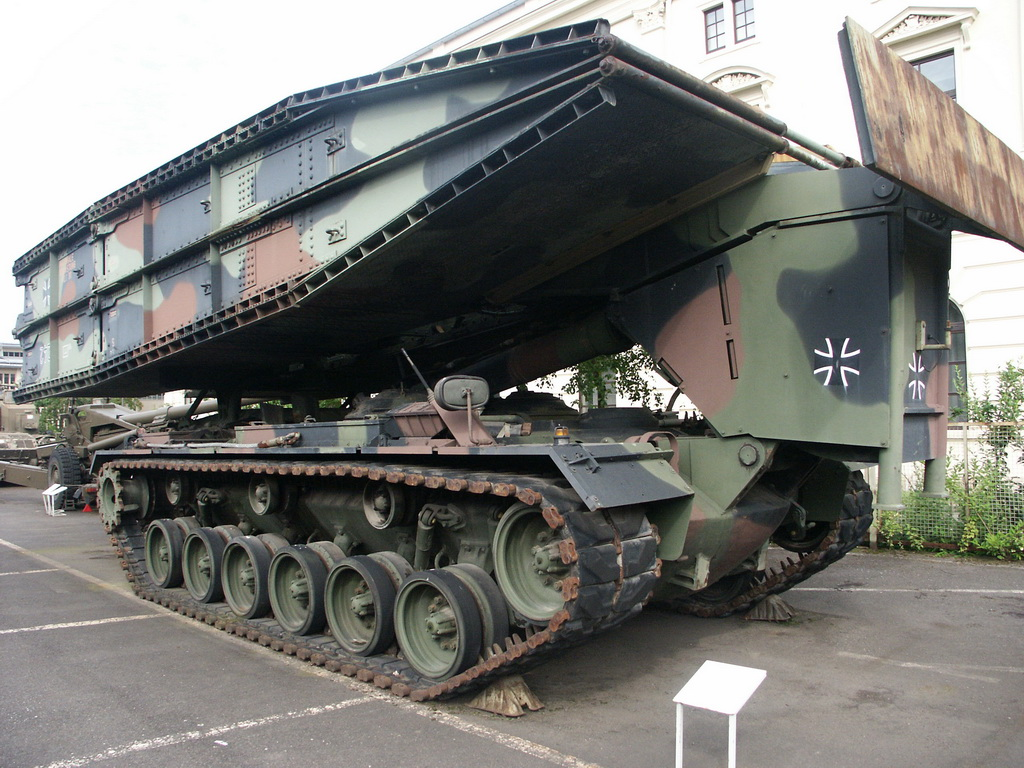
M48 AVLB (char-pont).

## Diffusion durant la Guerre froide
- Europe
  - Belgique
  - Espagne
  - Grèce
  - Norvège
  - Portugal
  - RFA
- Afrique
  - Maroc
  - Tunisie
- Amérique

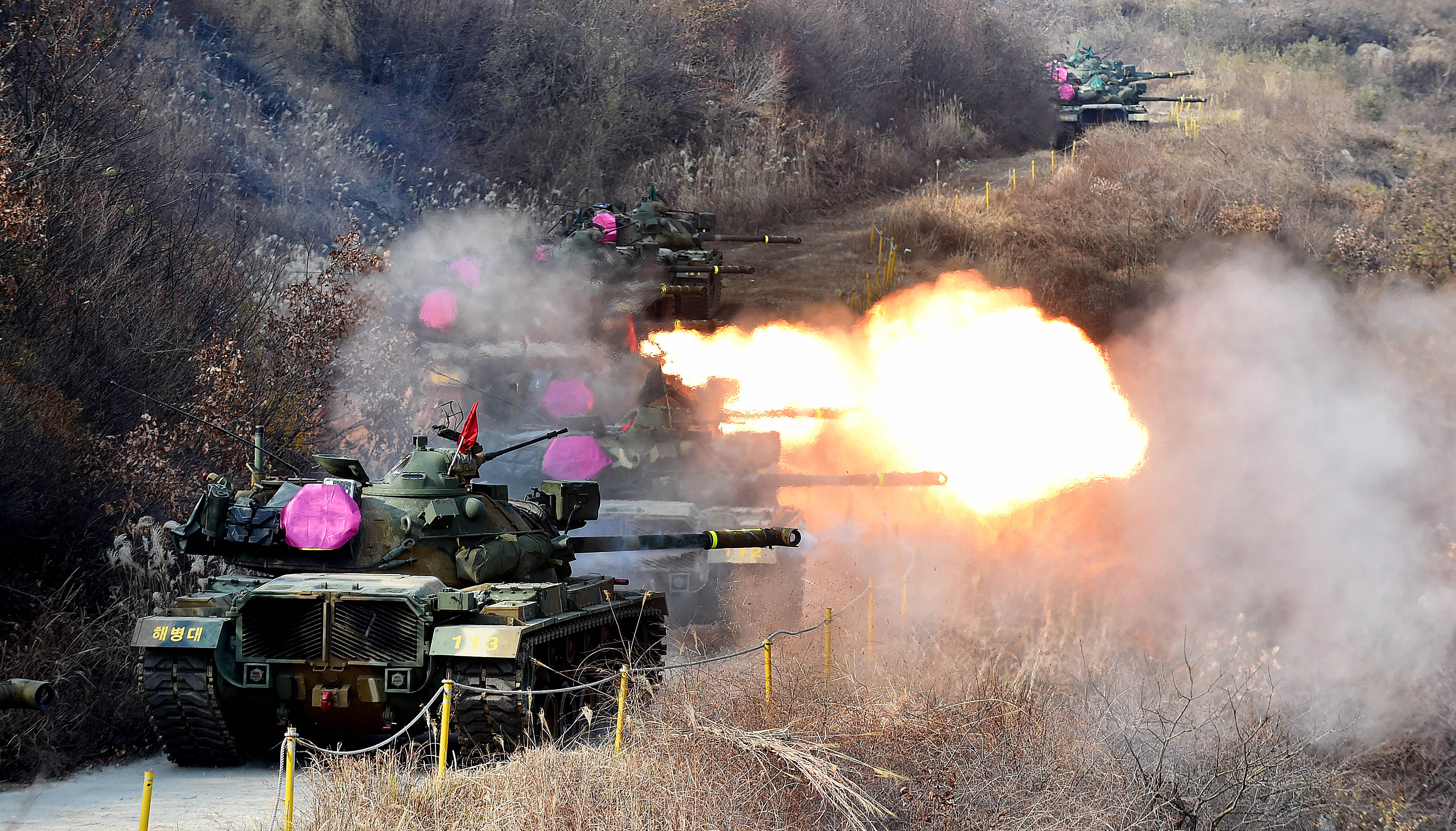
Exercice de M48 du Corps des Marines de la république de Corée en 2014.

  - États-Unis : retrait en 1987, sert a l'entraînement jusqu'en 1994.
- Asie
  - Corée du Sud
  - Iran
  - Jordanie
  - Liban : une centaine dont 38 livrés en 1983[3]
  - Pakistan
  - Taïwan
  - Thaïlande
  - République du Viêt Nam : 343 livrés aux Forces armées de la république du Viêt Nam[4], environ 250 capturés à la fin de la guerre du Vietnam, certains étant en stockage par l'armée populaire vietnamienne dans les années 2010[5].

## Unités encore en service (2011)
| - Corée du Sud (850) - Jordanie (270) | - Liban (100) - Pakistan (280) - Taïwan (550) | - Thaïlande (150) - Turquie (750) |